# Leptopteris
Leptopteris is een klein geslacht met zeven soorten varens uit de koningsvarenfamilie (Osmundaceae). Het zijn grote, terrestrische varens, die oppervlakkig lijken op boomvarens, afkomstig uit tropische streken van Oceanië.

## Naamgeving en etymologie
- Synoniem: Todea sect. Leptopteris (C. Presl) T. Moore (1857)

De botanische naam Leptopteris is een samenstelling van Oudgrieks λεπτός, leptos (slank) en πτερίς, pteris (varen).

## Kenmerken
Leptopteris zijn grote varens met een rechtopstaande rizoom, die bij ouderen planten een tot 1 m hoge, bruin behaarde schijnstam vormt. De veren worden tot 1,5 m lang, zijn langwerpig, dubbel of drievoudig geveerd en membraanachtig dun.
Ze onderscheiden zich, net als de varens van het geslacht Todea, van de overige leden van de koningsvarenfamilie door de sporendoosjes, die op de onderzijde van de vruchtbare bladen (sporofyllen) gedragen worden.

## Habitaten verspreiding
Leptopteris-soorten zijn terrestrische planten die vooral groeien in zeer vochtige, beschaduwde plaatsen nabij watervallen en rivieren in het tropisch regenwoud van Australië, Nieuw-Zeeland, de eilanden van Samoa tot Nieuw-Guinea en Nieuw-Caledonië.

## Taxonomie
Het geslacht telt zes soorten en één hybride soort. De typesoort is Leptopteris hymenophylloides
- Leptopteris alpina (Baker) C. Chr. (1906)
- Leptopteris fraseri (Hook. & Grev.) Presl (1845)
- Leptopteris hymenophylloides (A. Rich.) Presl (1845)
- Leptopteris laxa Copel. (1936)
- Leptopteris moorei (Bak.) Christ (1897)
- Leptopteris superba (Col.) Presl (1848)
- Leptopteris wilkesiana (Brackenr.) Christ (1897)
- Leptopteris ×intermedia (André) Brownsey (1981)

Geslacht: Leptopteris

Soorten: L. alpina · L. fraseri · L. hymenophylloides · L. laxa · L. moorei · L. superba · L. wilkesiana · L. ×intermedia

Geslacht: Osmunda (+Plenasium)

Soorten: O. angustifolia · O. banksiifolia · O. claytoniana · O. collina · O. gracilis · O. herbacea · O. huegeliana · O. japonica · O. javanica · O. lancea · O. mildei · O. piresii · O. regalis (Koningsvaren) · O. vachellii · O. ×ruggii

Geslacht: Osmundastrum

Soort: O. cinnamomeum (Kaneelvaren)

Geslacht: Todea

Soorten: T. barbara · T. papuana · T. tidwellii